# Valeriy Borchin
Valeriy Viktorovich Borchin (en russe : Валерий Викторович Борчин, né le 3 juillet 1986 à Povodimovo en Mordovie) est un athlète russe spécialiste de la marche athlétique, champion olympique du 20 km à Pékin en 2008. Son club est le Saransk VS.

## Carrière
Valeriy Borchin se révèle sur la scène internationale en remportant, à l'âge de vingt ans, la médaille d'argent du 20 kilomètres marche des Championnats d'Europe d'athlétisme 2006 de Göteborg, terminant à près d'une minute de l'Espagnol Francisco Javier Fernández. Cette même année, il décroche son premier titre national dur 20 km marche, bien qu'il ait fait précédemment l'objet d'un an de suspension (du 1er juin 2005 au 31 mai 2006) pour dopage. Il ne termine pas les 20 km des Championnats du monde à Osaka en 2007 peu après avoir remporté la médaille d'or espoirs à Debrecen.
En 2008, le Russe termine deuxième de la Coupe du monde de marche de Tcheboksary, battu une nouvelle fois par Francisco Javier Fernández. Sélectionné dans l'équipe de Russie pour participer aux Jeux olympiques d'été de Pékin, Valeriy Borchin remporte la course des 20 km dans le temps de 1 h 19 min 01 s, devançant notamment le triple champion du monde équatorien Jefferson Pérez de quatorze secondes.
En début de saison 2009, Bortchine améliore son record personnel du 20 km en signant, à Adler, le temps d' 1 heure 17 minutes et 38 secondes. Le 15 août 2009, il remporte la médaille d'or du 20 km des Championnats du monde de Berlin en 1 h 18 min 41, devançant le Chinois Wang Hao et le Mexicain Eder Sánchez.
Lors des Mondiaux de Daegu, il conserve son titre avec un temps de 1 h 19 min 56, en dominant son compatriote Vladimir Kanaykin, 2e (1 h 20 min 27) et le Colombien Luis López, 3e (1 h 20 min 38).
Absent des Mondiaux de Moscou en août 2013, il semble proche en novembre 2013 de prendre sa retraite, après les départs de Yuriy Borzakovskiy et Olga Kaniskina, de même que Denis Nizhegodorov.
Le 20 janvier 2015, sa fédération annonce qu'il est suspendu pour dopage, pour anomalies dans son passeport biologique, pour une période de huit ans à compter du 15 octobre 2012. Ses deux titres de champion du monde acquis en 2009 et 2011 sont retirés.

## Palmarès

### Jeux olympiques
- Jeux olympiques d'été de 2008 à Pékin
  -  Médaille d'or du 20 km marche

### Championnats du monde
- Championnats du monde d'athlétisme de 2009 à Berlin :
  - disqualifié en 2015 de sa  Médaille d'or sur 20 km en 1 h 18 min 41 s
- Championnats du monde d'athlétisme de 2011 à Daegu :
  - disqualifié en 2015 de sa  Médaille d'or sur 20 km en 1 h 19 min 56 s

### Coupe du monde de marche
- Coupe du monde de marche 2008 à Tcheboksary
  -  Médaille d'argent du 20 km marche

### Championnats d'Europe espoirs
- Championnats d'Europe espoirs d'athlétisme 2007 à Debrecen :
  -  Médaille d'or du 20 km marche